# 마이클 얼와인
마이클 얼와인(Michael Erlewine/ˈɜːrlwaɪn/, 1941년 7월 18일~)은 미국의 음악가, 점성술사, 사진가, TV진행자, 인터넷 사업가로 올 뮤직 가이드(현 올뮤직)의 창립자다.
얼와인은 여러 경력을 거쳐왔다. 1950년대 말에서 1960년대 초까지 미시간 포크 씬에서 음악인으로 활동했다. 1961년경 밥 딜런과 히치하이크로 그리니치빌리지, 캘리포니아주 베니스, 샌프란시스코를 여행했다.
그와 그 형제 댄은 더 프라임 무버스라는 블루스 밴드를 결성한 적도 있으며, 주로 시카고에서 실연했다. 그 밖의 멤버로는 "블루" 진 트레니가 있었다. 드러머가 탈퇴하자 당시 18세였던 이기 팝(제임스 오스트버그)이 후임으로 들어왔다. 더 프라임 무버스는 그가 밴드 더 이구아나스에서 연주하던 것을 보고 "이기"라는 별명을 붙였다. 전기작가 짐 앰브로스는 오스트버그가 밴드에 재적된 2년 동안 "예술, 정치, 실험"을 인지하게 되었다고 주장한다.
1977년 얼와인은 매트릭스 소프트웨어를 설립했다. 최초로 초소형컴퓨터에 점성술 프로그램을 짠 인물로서 점성술 동아리를 위해 프로그램을 공개했다. 그는 점성술 및 그 관련 주제에 대한 마흔 권이 넘는 책을 집필했다. 1990년대 얼와인은 올 뮤직 가이드, 올 무비 가이드, 올 게임 가이드를 창립했다. 특히 올 뮤직 가이드는 중요한 대중음악 레퍼런스가 되어 각종 웹사이트에서 저작 사용을 재가하고 있다. 얼와인은 2008년 11월 매트릭스 소프트웨어에 대한 통제권을 되찾고 회사의 감독을 수행하고 있다.
얼와인과 부인은 네 자녀를 두고 있다. 평론가 스티븐 토마스 얼와인에게는 삼촌뻘이다.